# Madjalis
Madjalis (Маджалис) est un village du Daghestan en fédération de Russie, chef-lieu du raïon des Kaïtagues. Sa population, de confession sunnite, était de 6 815 habitants en 2010.

## Géographie
Madjalis se trouve à 128 kilomètres au sud de Makhatchkala à une altitude de 414 mètres au bord de la rivière Oulloutchaï. La gare de chemin de fer la plus proche est celle de Mamedkala à 26 kilomètres à l'ouest.

## Histoire
Le village a été fondé en 1581 comme capitale féodale de Sultan-Akhmed, prince des Kaïtagues (sous-groupe ethnique des Darguines). Ce fut sous l'Empire russe le chef-lieu de l'okroug des Kaïtago-Tabassaranes au sein de l'oblast du Daghestan.
En 2002, le village était peuplé à 79,7 % de Darguines (Kaïtagues) et à 18,5 % de Koumyks.

## Culture
Un musée régional se visite à Madjalis. Plusieurs kourgans se trouvent dans les montagnes des environs.